# ATKK
Allied Telesis Holdings KK (Kabushiki Kaisha) (TYO: 6835) é uma empresa controladora da Allied Telesis, localizada em Tokyo, Japão. Fundada em 1987 por Takayoshi Oshima o qual é o atual CEO.

## Páginas externas
- Página oficial